# Lluís Sastre
Lluís Sastre Reus (Binissalem, 26 marzo 1986) è un ex calciatore spagnolo, di ruolo centrocampista.

## Carriera

### Club
Ha giocato nel settore giovanile del Barcellona, con cui ha giocato per due anni prima nella squadra C e poi nella squadra B. Con la maglia dell'Huesca ha giocato complessivamente 109 partite nella seconda serie spagnola, segnando anche un gol. Nella stagione 2012-2013 ha giocato 29 partite nella massima serie spagnola con il Valladolid, segnando anche un gol. Nella stagione 2019-2020 gioca 13 partite nella prima divisione cipriota con l'AEK Larnaca; l'anno seguente si trasferisce in India per giocare nella Super League (una delle 2 prime divisioni del Paese asiatico) con l'Hyderabad.

### Nazionale
Nel 2005 ha giocato 2 partite con la nazionale spagnola Under-19.